# 중점 삼각형

중점 삼각형의 꼭짓점은 원래 삼각형의 세 변의 중점이다.

기하학에서 중점 삼각형(中點三角形, 영어: medial triangle)은 삼각형의 세 변의 중점을 이어 만든 삼각형이다.

## 정의
삼각형 {\displaystyle ABC}의 세 변 {\displaystyle BC}, {\displaystyle AC}, {\displaystyle AB}의 중점이 각각 {\displaystyle D}, {\displaystyle E}, {\displaystyle F}라고 하자. 이 경우 삼각형 {\displaystyle DEF}를 삼각형 {\displaystyle ABC}의 중점 삼각형이라고 한다.

## 성질
중점 삼각형은 무게 중심을 중심으로 하고 −1/2을 비로 하는 중심 닮음 변환에 대한 원래 삼각형의 상이다.:24, §36, c:65, §2C 특히, 중점 삼각형의 세 변은 각각 원래 삼각형의 세 변에 평행하며, 길이는 각각 원래 삼각형의 세 변의 길이의 1/2이다. 닮음비로 인해 넓이는 원래 삼각형의 1/4이다.
삼각형의 무게 중심은 중점 삼각형의 무게 중심과 일치한다. 삼각형의 외심과 내심은 각각 중점 삼각형의 수심과 나겔 점이다. 삼각형의 구점원은 중점 삼각형의 외접원이다.